# 富岡由紀夫
富岡 由紀夫（とみおか ゆきお、1964年4月3日 - ）は、日本の政治家。元参議院議員（1期）。元衆議院議員の富岡芳忠は弟。

## 来歴
埼玉県川口市出身。川口市立朝日東小学校、早稲田中学校・高等学校卒業。1987年（昭和62年）3月、早稲田大学政治経済学部経済学科卒業。同年4月、富士銀行に入行。2003年（平成15年）9月、みずほフィナンシャルグループ退職。
2003年（平成15年）11月9日執行の第43回衆議院議員総選挙に、民主党公認で群馬4区から出馬するも、落選。
2004年（平成16年）7月11日執行の第20回参議院議員通常選挙に、民主党公認で群馬県選挙区から出馬し、同選挙区トップで初当選。2009年（平成21年）10月7日、民主党副幹事長に就任。
2010年（平成22年）7月11日執行の第22回参議院議員通常選挙に、民主党公認で群馬県選挙区から出馬するも、落選。
2012年（平成24年）12月16日執行の第46回衆議院議員総選挙に、みんなの党公認で比例東海ブロック単独候補として出馬したが落選。
2013年（平成25年）7月21日執行の第23回参議院議員通常選挙に、みんなの党公認で比例区から出馬したが落選。